# Gianfranco Bozzao
Gianfranco Bozzao (né le 3 août 1936 à Venise en Vénétie et mort le 24 mai 2019 à Ferrare en Émilie-Romagne) est un joueur (défenseur) italien devenu entraîneur de football.

## Biographie

### Entraîneur
Après sa carrière de joueur, Gianfranco Bozzao entame une carrière d'entraîneur, tout d'abord en Série D. Il commence avec le Suzzara Calcio (il y fait ses débuts en janvier 1978), avant de rejoindre San Felice et le Manfredonia. 
Il entraîne par la suite les équipes de jeunes du Spal et de Parme, club avec qui il fait sortir du vivier parmesan Faustino Asprilla, le présentant à Nevio Scala.
Il vivait à Ferrare devenue sa ville d'adoption avec sa famille.